# Елктон (Вирџинија)
Елктон (енгл. Elkton) град је у америчкој савезној држави Вирџинија. По попису становништва из 2010. у њему је живело 2.726 становника.

## Демографија
Према попису становништва из 2010. у граду је живело 2.726 становника, што је 684 (33,5%) становника више него 2000. године.
| Група             | 2000.         | 2010.         |
| Белци             | 1.919 (94,0%) | 2.528 (92,7%) |
| Афроамериканци    | 56 (2,7%)     | 100 (3,7%)    |
| Азијати           | 5 (0,2%)      | 13 (0,5%)     |
| Хиспаноамериканци | 37 (1,8%)     | 58 (2,1%)     |
| Укупно            | 2.042         | 2.726         |